# Vorovești, Iași
Vorovești este un sat în comuna Miroslava din județul Iași, Moldova, România.

## Geografie
Satul Vorovești este situat la 8 km, la vest, de centrul comunei, la DJ248A Iași - Voinești.

## Obiective turistice
- Biserica de lemn din Vorovești - monument istoric datând din 1768; se află în cimitirul satului